# Condado de Forsyth (Carolina do Norte)
O Condado de Forsyth (em inglês:  Forsyth County) é um dos 100 condados do estado americano da Carolina do Norte. A sede e maior cidade do condado é Winston-Salem. Foi fundado em 1849.
O condado possui uma área de 1 069 km², dos quais 1 057 km² estão cobertos por terra e 12 km² por água, uma população de 350 670 habitantes, e uma densidade populacional de 331,7 hab/km² (segundo o censo nacional de 2010). É o quarto condado mais populoso da Carolina do Norte.